# Station Starcross
Starcross is een spoorwegstation van National Rail in Starcross, Teignbridge in Engeland. Het station is eigendom van Network Rail en wordt beheerd door Great Western Railway. 